# Club de Futbol Intercity
El Club de Futbol Intercity és un club de futbol amb seu a Sant Joan d'Alacant, al País Valencià. El club milita a la Primera Federació, la tercera categoria del futbol espanyol i juga a l'Estadi Antonio Solana.
És un jove club alacantí que compta amb un gran pressupost, cosa que li ha fet possible aconseguir quatre ascensos en cinc anys. És el primer i únic equip de futbol d'Espanya a cotitzar a la borsa.

## Història
L'Intercity es va crear l'any 2017 modificant l'estructura del GCD Sant Joan d'Alacant.
El juny de 2018, després de l'ascens a Regional Preferent, el club pretenia jugar a Tercera Divisió fusionant-se amb el Novelda CF però la Reial Federació Espanyola de Futbol ho va rebutjar.
També aquell mes, l'Intercity va anunciar la seva intenció de ser el primer club de futbol espanyol a cotitzar a la borsa.
Després de no permetre's la seva participació a Tercera Divisió, l'Intercity va haver d'afrontar la temporada 2018-19 a Regional Preferent, sent col·locat al Grup 4. En finalitzar el cicle futbolístic, l'equip de Sant Joan va ascendir a Tercera Divisió com a campió regional, classificant-se així per primera vegada per a la Copa del Rei.
L'estiu de 2019, l'Intercity va tractar de participar en la Segona Divisió B, en prendre part a la subhasta per aconseguir la plaça vacant del CF Reus Esportiu, però l'equip no va aconseguir superar l'oferta del Futbol Club Andorra, que finalment es va fer amb la plaça.
Després de vèncer la UD Gran Tarajal a la Copa 2019-20 a la ronda prèvia, el club es va enfrontar a l'Athletic Club a la primera volta, perdent 0–3.
En la temporada 2020-21 va aconseguir l'ascens a Segona Divisió RFEF després d'una victòria a la final dels playoffs d'ascens guanyant 1-0 a l'Elx Club de Futbol Il·licità amb un gol del seu jugador Martin Bellotti en el minut 81, mentre que en la temporada 21-22 va ascendir a Primera Divisió RFEF en acabar líder del seu grup.
En la Copa 2022-23 l'equip va superar a l'Atlético Cirbonero 0-1 en primera ronda i va donar la sorpresa en guanyar 2-0 al Club Deportivo Mirandés, de Segona Divisió, classificant-se així per setzens de final, on va quedar aparellat amb el FC Barcelona. En partit disputat a l'Estadi Rico Pérez el Barça va necessitar la pròrroga per superar l'Intercity 3-4 després d'acabar 3-3 a finals dels 90 minuts. Oriol Soldevila va ser l'heroi del partit, sent l'autor dels tres gols de l'Intercity que van servir per empatar per tres cops l'eliminatòria.

## Historial de temporades
| Temporada | Nivell | Divisió | Lloc    | Copa del Rei  |
| --------- | ------ | ------- | ------- | ------------- |
| 2017–18   | 6      | 1a Reg. | 1r      |               |
| 2018–19   | 5      | Pref.   | 1r      |               |
| 2019-20   | 4      | 3a      | 5è      | Primera ronda |
| 2020-21   | 4      | 3a      | 3r / 3r |               |
| 2021–22   | 4      | 2a RFEF |         |               |
| 2022–23   | 3      | 1a RFEF |         |               |

- 1 temporada a Primera Divisió RFEF
- 1 temporada a Segona Divisió RFEF
- 2 temporades a Tercera Divisió